# Désorption thermique
La désorption thermique est une méthode de traitement des sols dans le but d’éliminer les polluants. Cette technique est basée sur la dégradation des molécules sous l’effet de l’augmentation de la température. Elle est appliquée aux composés volatils et semi-volatils ou aux composés organiques moins volatils non extractibles en augmentant la température pour volatiliser les composés peu volatils et les extraire en phase gazeuse.
Elle consiste à injecter de la chaleur dans la zone contaminée d'un sol afin d’en extraire par volatilisation les polluants volatils et semi-volatils.
La désorption thermique est appliquée in-situ ou ex-situ par l’injection de chaleur dans le but d’en extraire les contaminants volatils et semi-volatils. Une fois les sols contaminés excavés, le principe de volatilisation est appliqué de façon ex-situ, et pour le cas in-situ, ce principe est applicable pour les sols contaminés.
Pour ce qui est des sols excavés, ils sont chauffés dans un four à une température comprise entre 90 °C et 560 °C, ce chauffage permet la désorption des contaminants adsorbés sur la matrice sol et l’augmentation de la tension de vapeur des composés peu volatils pour les extraire en phase gazeuse. Les sols dépollués conservent les propriétés physiques.
La désorption thermique peut se présenter sous deux types :
1. la désorption à basse température (90 à 320 °C), qui est couramment utilisée en France pour les composés organiques ;
2. la désorption à haute température (320 à 560 °C), qui est appliquée en combinaison avec l’incinération.

## Paramètres de suivi
Lors la réalisation de la désorption thermique, des paramètres sont suivis, dont la granulométrie, la turbulence, la température, les teneurs en matière organique, les concentrations en polluants dans les sols et dans les rejets atmosphériques, les débits, la saturation du charbon actif et les teneurs en polluants en fin de traitement.

## Efficacité
L’efficacité dépend des propriétés des sols, des conditions d’exploitation et de la concentration en polluants. Le rendement épuratoire de la désorption thermique est élevé, les concentrations finales en polluants sont faibles (100 ppb).

## Délais
Les durées de traitement par désorption thermique sont de l’ordre d'une à dix minutes ; les unités de traitement modernes ont la capacité de traiter plusieurs dizaines de tonnes par heure.